# 二市站
二市站位于厦门市思明区厦禾路白鹭洲路，为厦门快速公交一，二，三号线的高架侧式车站，于2008年9月1日启用。车站以淡蓝色作为布置的主要色彩。车站共有两个出入口。

## 车站出口
- 厦禾路北侧，白鹭洲路东
- 厦禾路南侧，白鹭洲路东

## 连接线
二市站的连接线为“L5”，从二市站至东渡站，途径袁厝站，普利大厦站，天湖苑站，白鹭洲公园站，外国语学校站（上行），市政府站（上行），建兴路站（下行），滨北中行站。沿途可达白鹭洲公园，厦门外国语学校，厦门市政府。票价为单一票价五角，使用厦门易通卡为三角。